# Distaplia corolla
Distaplia corolla is een zakpijpensoort uit de familie van de Holozoidae. De wetenschappelijke naam van de soort werd in 1974 voor het eerst geldig gepubliceerd door Françoise Monniot.